# Người Mỹ gốc Phần Lan
Người Mỹ gốc Phần Lan (tiếng Anh: Finnish Americans, tiếng Phần Lan: Amerikansuomalaiset) bao gồm người Mỹ có nguồn gốc tổ tiên từ Phần Lan hoặc người Phần Lan di cư đến và cư trú tại Hoa Kỳ. Dân số người Mỹ gốc Phần Lan khoảng 700.000.

## Lịch sử
Nếu người di cư đầu tiên có nguồn gốc từ người Phần Lan, bao gồm người Skogfinn, được tìm thấy từ năm 1638 trong thực dân của Tân Thụy Điển, dọc theo Delaware, trong đó có người đứng đầu của họ Đô đốc Clas Fleming, sinh tại vùng Tây Nam Phần Lan, người nhập cư ồ ạt từ Đại Công quốc Phần Lan không bắt đầu cho đến khi kết thúc thế kỷ 19.
Nhập cư Phần Lan vào Hoa Kỳ được liên kết cụ thể với hai nguyên nhân chính: sự đàn áp ngày càng tăng của chế độ Nga hoàng trong Đại công quốc và nhu cầu về công nhân trong nền kinh tế Mỹ đang phát triển nhanh.
Đỉnh điểm đến tương ứng với năm 1902, nơi 23.152 người Phần Lan đến. Tổng số có thể được ước tính là 400.000 Finns vào năm 1920, một con số bao gồm trẻ em sinh ra ở Hoa Kỳ.
Nguyên nhân chính phải được tìm kiếm trong bản tuyên ngôn tháng 2 năm 1899 và luật bắt buộc của Nga năm 1901, đã gặp phải sự kháng cự phổ biến mạnh mẽ trong Đại công quốc.
Khoảng 20% số người Phần Lan này cuối cùng đã trở về nhà, một phần tốt trong số họ, khoảng 10.000 người ở Karelia Liên Xô.
Các khu vực nguồn gốc của những người nhập cư này chủ yếu là các khu vực nghèo nàn của Ostrobothnia. Những người khác đến từ Bắc Savonia và Thung lũng Torne. Hầu hết bắt tay vào Hanko.

## Phân bố
- Ở New England, New York là điểm đến chính, nhưng các thành phố như Fitchburg và Worcester, Massachusetts hoặc Monessen, Pennsylvania, thu hút hàng ngàn người mới đến, thành thị hoặc nông thôn.
- Thượng Trung Tây, vì những điểm tương đồng với khí hậu ở Phần Lan cũng là một nơi yêu thích. Khu vực này nhanh chóng được rửa tội Finn Hook, bao gồm tỷ lệ người Mỹ gốc Phần Lan lớn nhất hiện nay. Nó bao gồm phía đông bắc bang Minnesota, phía bắc Wisconsin và Bán đảo Thượng Michigan. Trong phần này của Michigan, họ thậm chí có thể chiếm phần lớn dân số.
- các địa phương khác cũng có liên quan như Aberdeen, Washington và Astoria, Oregon.

Sự nhập cư này đã tạo ra một nền văn hóa Phần Lan mạnh mẽ, đặc biệt là ở các thành phố như Duluth và Detroit. Các trường Đại học Finlandia nằm ở Hancock, Michigan. Một số địa phương thậm chí đã được đặt theo tên của các thành phố ở Phần Lan như Savo, South Dakota hoặc Oulu, Wisconsin.

## Ngôn ngữ
Ngoài tiếng mẹ đẻ là tiếng Phần Lan, người Mỹ Phần Lan được hợp nhất bằng Finglish hoặc Fingelska, còn được gọi là tiếng Phần Lan của Mỹ. Nó là một dạng tiếng Phần Lan cho người Mỹ gốc Phần Lan, với rất nhiều từ mượn được lấy từ tiếng Anh (ví dụ: haussi 'ngôi nhà', kaara 'xe hơi'). Nó dựa trên ngôn ngữ dân gian Phần Lan cuối thế kỷ 19, được nói bởi một nhóm lớn người nhập cư. Do đó, nó có rất nhiều từ vựng tiếng Thụy Điển điển hình của phương ngữ Phần Lan phía tây (Khantyuki 'khăn') hoặc các danh từ riêng chưa tồn tại trong ngôn ngữ nhà được nhập từ Phần Lan ('tiếp viên hàng không' ilmapiika).
Thông thường, thế hệ người nhập cư thứ ba sẽ quên ngôn ngữ mẹ đẻ của họ và ngày nay tiếng Anh là ngôn ngữ mạnh hơn đối với hầu hết tất cả người Phần Lan Mỹ. Kiến thức về ngôn ngữ và văn hóa của thanh niên Mỹ gốc Phần Lan được duy trì tại Khu cắm trại Salolamp ở phía bắc bang Minnesota. Do đó, ngón tay hoặc ngón tay truyền thống của Mỹ đã tuyệt chủng, nhưng các hình thức nói tiếng Anh mạnh mẽ tương tự của tiếng Phần Lan có thể tiếp tục xuất hiện, ít nhất là trong các vòng tròn nhỏ hơn. Xã hội Mỹ đã được tìm thấy tồn tại lâu nhất trong các cộng đồng gần gũi, chẳng hạn như nhà thờ ở khu vực Phần Lan.